# Oğuzhan Tiryaki
Oğuzhan Tiryaki, né le 6 novembre 1998 à Ürgüp, est un coureur cycliste turc.

## Biographie
Il met un terme à sa carrière cycliste à l'issue de la saison 2022.

## Palmarès et résultats

### Palmarès par année
- 2017
  - 2e du championnat de Turquie sur route
- 2018
  -  Médaillé d'argent du championnat des Balkans sur route
- 2019
  - 2e du Tour de Kayseri
- 2020
  -  Champion de Turquie du contre-la-montre espoirs
  - 3e du championnat de Turquie du contre-la-montre
  - 3e du championnat de Turquie sur route espoirs
- 2021
  -  Champion des Balkans sur route
  - 2e du championnat de Turquie du contre-la-montre
- 2022
  - 3e du championnat de Turquie du contre-la-montre

### Classements mondiaux
| Année                                 | 2017  | 2018  | 2019 | 2020 | 2021  | 2022  |
| ------------------------------------- | ----- | ----- | ---- | ---- | ----- | ----- |
| Classement mondial                    | 1020e | 1766e | 769e | 632e | 1111e | 1401e |
| UCI Europe Tour                       | 638e  | 1165e | 560e | 514e | 825e  | 953e  |
|                                       |       |       |      |      |       |       |
| Légende : nc = non classéSource : UCI |       |       |      |      |       |       |